# Drumul european E56
Drumul european E56 este o rută importantă din rețeaua de drumuri europene de clasă A, care face parte din sistemul internațional de drumuri europene stabilit de Comisia Economică pentru Europa a ONU (UNECE). Traseul leagă orașul Regensburg din Germania de orașul Szekesfehérvár din Ungaria, străbătând Austria pe parcurs.

### Traseu
Drumul E56 are următorul parcurs:
- Germania: pornește din orașul Regensburg, unde se intersectează cu E53, E56 continuă apoi către granița cu Austria.
- Austria: intră pe teritoriul austriac, trecând prin zone importante precum Salzburg și Wels, unde se conectează cu alte drumuri europene importante (E52, E60).
- Ungaria: pătrunde pe teritoriul maghiar, avansând spre orașul Szekesfehérvár, unde se termină, la intersecția cu alte drumuri europene din rețea.

### Lungime
Lungimea totală a drumului E56 este de aproximativ 530 km, traversând trei țări: Germania, Austria și Ungaria.

### Importanță
E56 are un rol important în rețeaua de transport rutier europeană, facilitând conexiunile economice, turistice și comerciale între Germania, Austria și Ungaria. Totodată, asigură legături rapide între coridoarele de transport paneuropene și contribuie la mobilitatea regională în Europa Centrală.

### Conexiuni cu alte drumuri europene
De-a lungul traseului, E56 se intersectează cu mai multe drumuri europene majore, inclusiv:
- E53 la Regensburg
- E52 la Salzburg
- E60 la Wels
- E71 în Ungaria